# Lise Baucher-Morency
Pour les articles homonymes, voir Baucher et Morency.
Lise Baucher-Morency est une écrivaine, conférencière et une éditrice québécoise.

## Biographie
Lise Baucher-Morency est originaire de la région du Bas-du-Fleuve au Québec (Canada).
Dès son enfance, elle se passionne pour l’écriture, la magie des mots et les univers qu’ils permettent de créer dans tous les genres. À quinze ans, elle commence à écrire des chroniques dans un hebdomadaire de sa région et trois années plus tard, elle s’envole pour Paris afin d'y faire un stage en journalisme. Au cours des années suivantes, Lise Baucher-Morency œuvre dans toutes les sphères du monde des communications et des médias écrits et électroniques.

### Écriture
Elle rédige plus d’un millier de textes en tous genres, qu’il s’agisse d’articles de journaux, de magazines, de discours ou de reportages. Dès l’implantation du réseau internet dans le marché public, sa carrière prend un tournant vers la production et l’intégration des nouveaux médias au sein d’entreprises diverses. Elle a notamment travaillé comme rédactrice, journaliste et photographe pour La Presse, le Journal de Montréal, The Gazette, le groupe Publicor (maintenant Québécor), Radio Canada, TVA, en plus d'avoir travaillé comme rédactrice en chef et éditrice dans plusieurs maisons d'éditions québécoises.
En 2009, elle termine une première série de romans fantastiques Kimo, le dernier shaman publiée aux Éditions Michel Quintin. Cette série « revisite certains contes et légendes [des traditions québécoises] ou celles d'outremer. » 
Elle prépare une nouvelle série de livres numériques intitulée «Il était une fois...mon meilleur ami». Elle développe. en plus, des scénarios de séries de fictions télévisées et de longs métrages. En plus de ses propres écrits de fiction et ses essais, elle est également productrice de contenu numérique pour diffusion mondiale sur les réseaux du iTunes Stores, du Kindle Store et de Kobo Stores.
En 2017 parait son tout dernier roman historique destiné aux jeunes, La périlleuse fondation de Ville-Marie, à l'occasion du 375e anniversaire de la ville de Montréal.

### Pédagogie
L'autrice offre des conférences et propose des ateliers d'une heure à l'intention des établissements scolaires de niveau primaire,. Dans ces ateliers, Lise Baucher-Morency « elle axe l’atelier sur l’importance d’écrire correctement, de nourrir l’imaginaire et, surtout, le goût de la lecture ». Elle fait, notamment, la distinction entre une fable, une légende, un conte, en se nourrissant de plusieurs exemples notoires issus de la culture populaire.

## Œuvres

### Roman jeunesse

#### La sérieKimo, le dernier shaman
1. Le canot magique, Waterloo, Éditions Michel Quintin, 2008, 190 p. (ISBN 9782894354025)
2. Les prisonniers, Waterloo, Éditions Michel Quintin, 2008, 243 p. (ISBN 9782894354032)
3. La jungle urbaine, Waterloo, Éditions Michel Quintin, 2008, 222 p. (ISBN 9782894354049)
4. Le livre des secrets, Waterloo, Éditions Michel Quintin, 2009, 261 p. (ISBN 9782894354216)

#### Les aventures de Jérôme Urphy
- Affaires de cœur. Suivi de Prix au filet (avec Fernand Héroux), Thônes, Éditions du Choucas, 1997, 220 p.  (ISBN 9782909684147)

#### Autres romans
- La périlleuse fondation de Ville-Marie, Montréal, Planète rebelle, 2017, 72 p.  (ISBN 9782924174852)